# Улица Кази Мухаммеда
Улица Кази Мухаммеда (азерб. Qazı Məhəmməd küçəsi) — улица в Баку, в историческом районе Ичери-шехер (Старый город). Очень короткая и узкая тупиковая улица, начинается у банного комплекса Гаджи Гаиба, над Колоннадой со стрельчатыми арками.

## История
Названа в честь Кази Мухаммеда (1795—1832) — мусульманского богослова и предводителя кавказских горцев в борьбе против Российской империи.
В 1964 году, во время археологических раскопок, на территории у начала улицы был открыт религиозно-архитектурный комплекс — Колоннада со стрельчатыми арками. На территории также были обнаружены 52 могилы, в некоторых захоронение производилось дважды, другие располагались одна над другой и относились к разным культурным пластам. После реставрационных работ на территории Колоннады был открыт «Музей под открытым небом», в экспозиции представлены памятники периода идолопоклонства, албанского и исламского периодов — идолы, каменные надгробия, стелы и другие образцы художественной резьбы по камню.

## Застройка
Дома 3 и 6 на улице объявлены памятниками архитектуры местного значения (1895 год).

## Достопримечательности

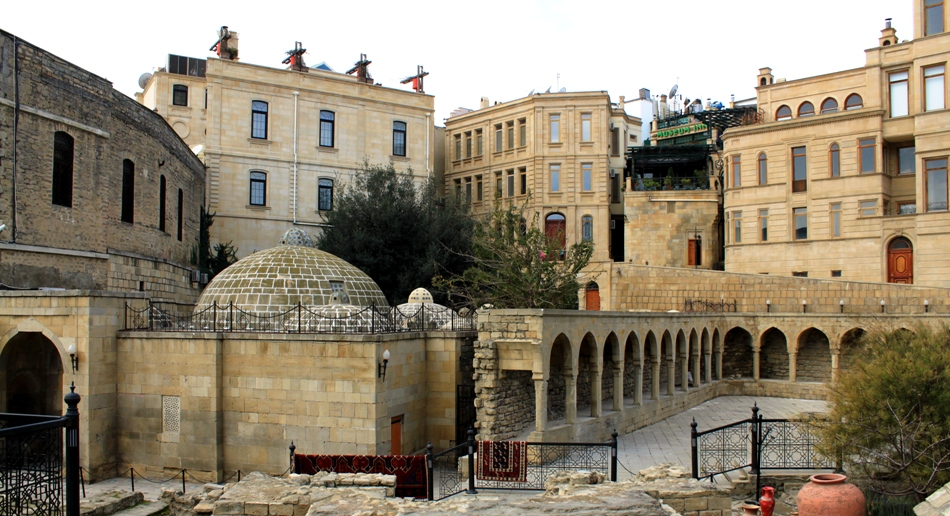
Бани Гаджи Гаиба, Колоннада со стрельчатыми арками и начало улицы Кази Мухаммеда (над Колоннадой)

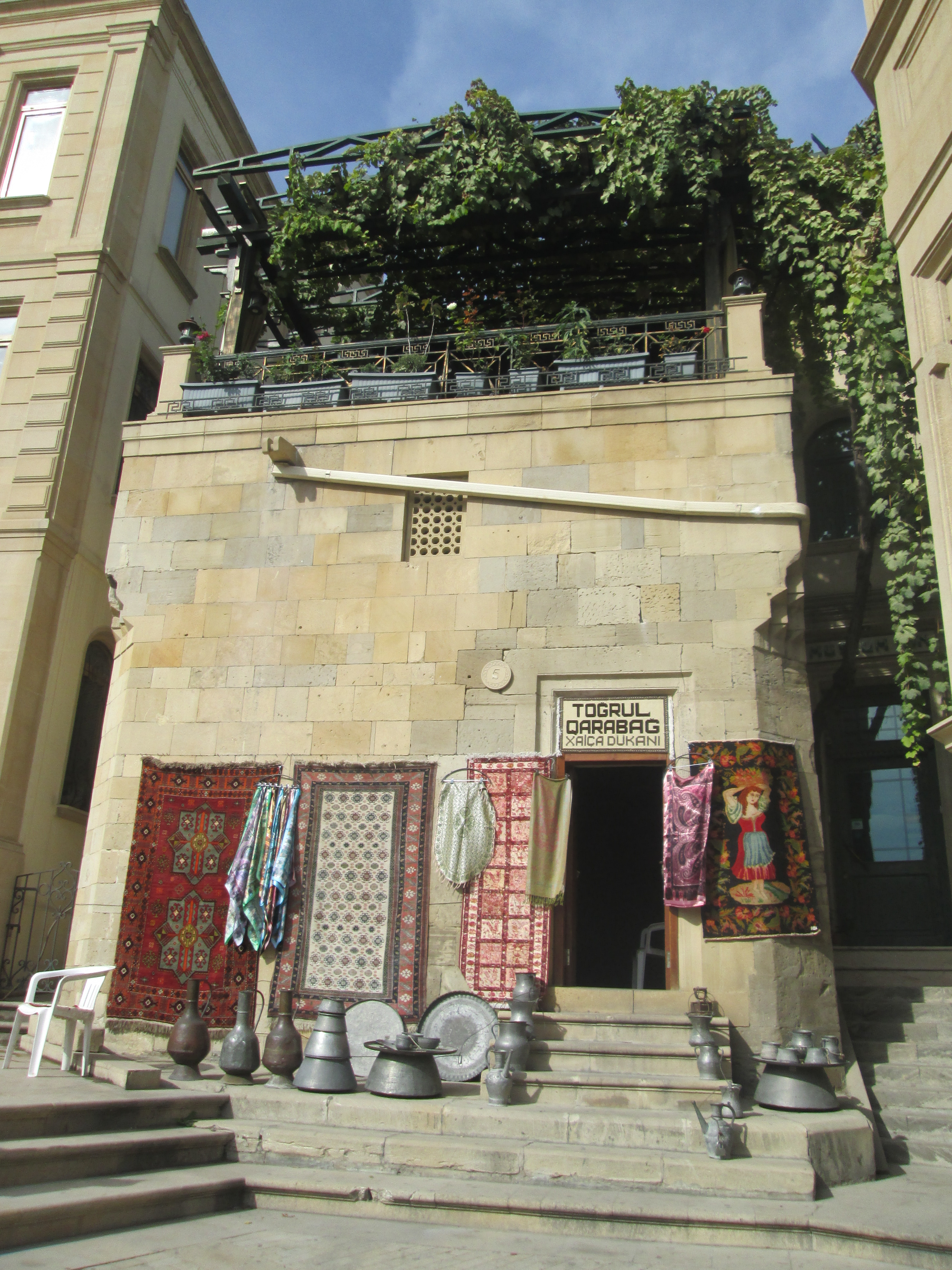
Текие

Построенное в XIII веке здание Текие (пристанище дервишей) играло роль квартальной мечети. Имеющее лишь одну комнату здание необычно в плане, а перекрытый системой ступенчатых сводов молельный зал придает особую красоту внутреннему пространству. Здание отреставрировано в 1970 году.